# Паопао
Паопао — деревня на острове Муреа (Острова Общества, Французская Полинезия).
Деревня расположена на берегу бухты Кука. Со всех сторон окружена горами, количество плоской, удобной для сельского хозяйства, земли сильно ограничено. Согласно переписи 2007 года, в Паопао проживали 4244 человека. Функционирует завод по производству соков. Связь деревни с внешним миром обеспечивает аэропорт Муреа, также развито паромное сообщение: до ближайшего острова, Таити, путь занимает около 45 минут.